# Студзьонка (Сілезьке воєводство)
Студзьонка (пол. Studzionka, нім. Staude) — село в Польщі, у гміні Пщина Пщинського повіту Сілезького воєводства.
Населення — 2285 осіб (2011).
У 1975-1998 роках село належало до Катовицького воєводства.

## Демографія
Демографічна структура станом на 31 березня 2011 року:
|          | Загалом | Допрацездатний вік | Працездатний вік | Постпрацездатний вік |
| -------- | ------- | ------------------ | ---------------- | -------------------- |
| Чоловіки | 1122    | 255                | 752              | 115                  |
| Жінки    | 1163    | 266                | 676              | 221                  |
| Разом    | 2285    | 521                | 1428             | 336                  |